# SMS S 179
S 179 – niemiecki niszczyciel z okresu I wojny światowej. Czwarta jednostka typu S 176. Po wojnie przekazany Wielkiej Brytanii i tam złomowany w 1922 roku.